# Mispila khamvengae
Mispila khamvengae là một loài bọ cánh cứng trong họ Cerambycidae.